# 朝市

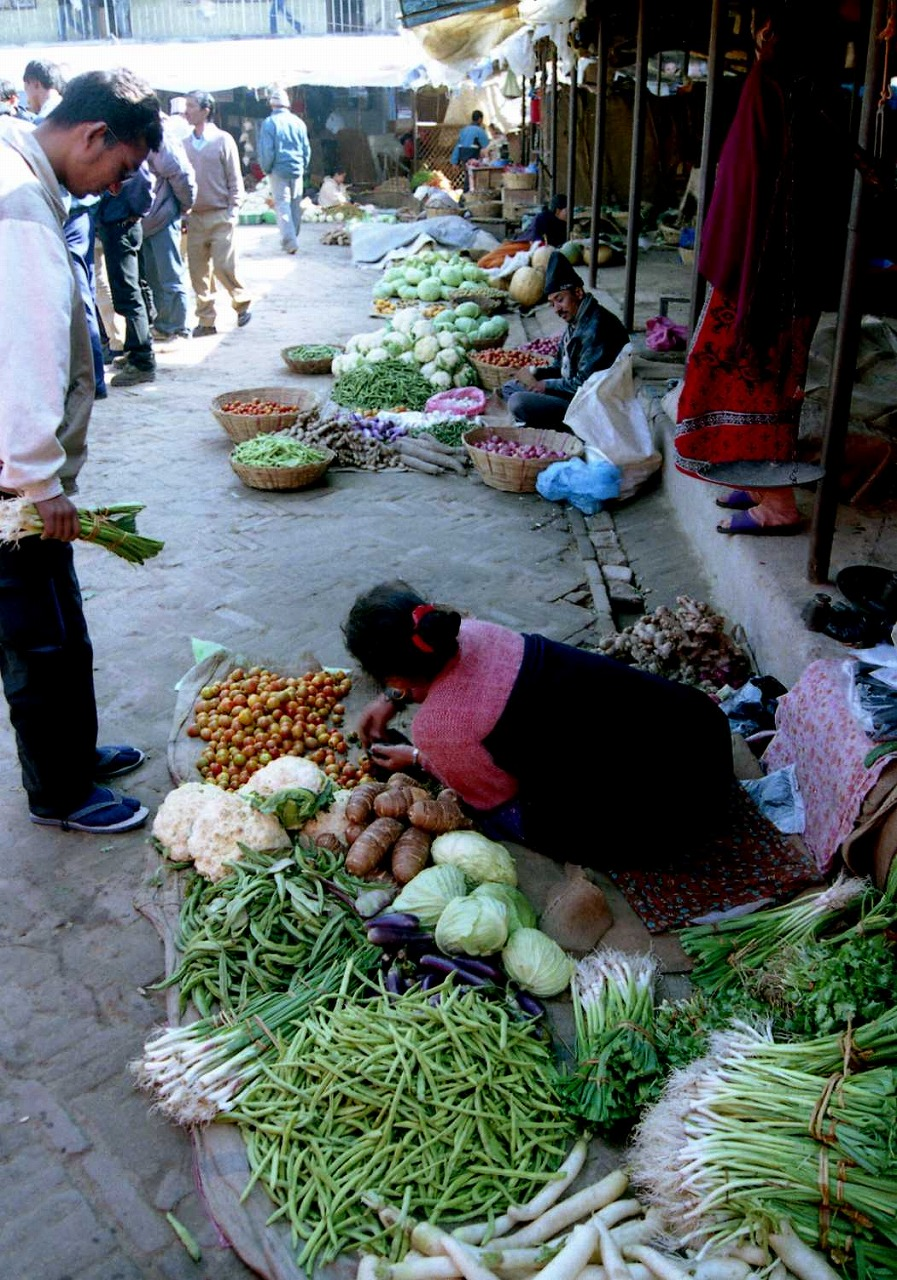
カトマンズの朝市

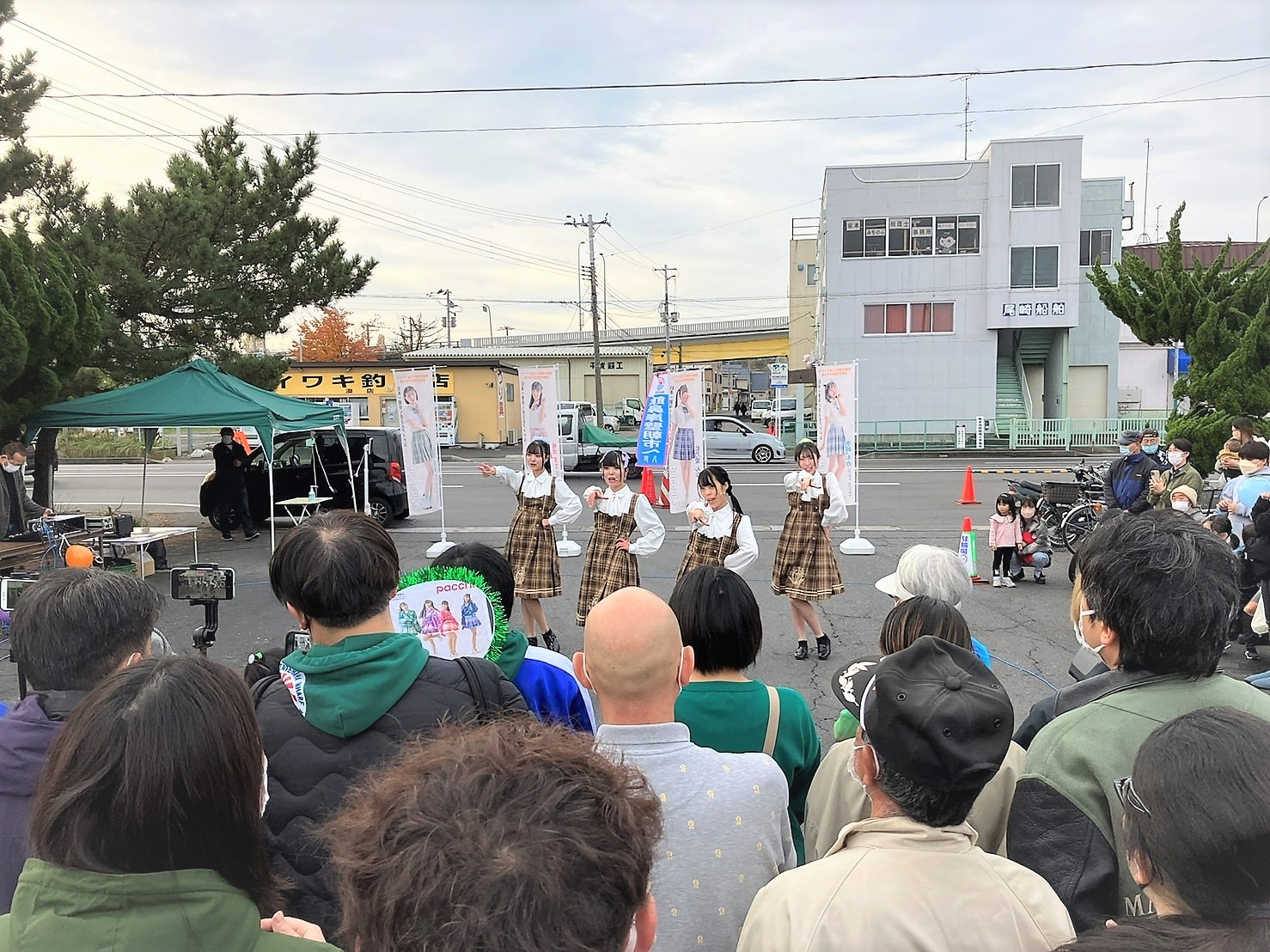
館鼻岸壁朝市・日曜早朝LIVEするご当地アイドル

朝市（あさいち）とは、日曜日等の早朝に一か所に集まり、持ち寄った農産物や加工品などを売買する定期市（または不定期市）。

## 日本の朝市
個別に路上販売あるいは訪問販売によって商う行商とは違い、朝に一か所に集まって仮設で路上販売する形式を「朝市」というのが一般的である。公道や公有地での「朝市」は、様々な届出が必要である。
農業協同組合（農協・JA）や漁業協同組合（漁協）が主催することがあるほか、観光の目玉イベントとして自治体等が行う場合もある。中には平安時代頃から続いているといわれる石川県輪島市の朝市や安土桃山時代から続いている千葉県勝浦市の朝市、江戸時代から続いている岐阜県高山市の飛騨高山朝市など歴史的な朝市も現存している。
一般的には一定場所で開催する所が多いが、一定期間ごとに開催場所が異なる朝市（勝浦の朝市など）や曜日ごとに開催場所が異なる朝市（高知朝市など）も存在する。
なお、「朝市」と称するが朝以外の時間帯にも営業する市場も存在する。
2000年代以降は、軽トラックの荷台で販売をおこなう「軽トラ市」と呼ばれるスタイルも見られるようになっている。

### 主な朝市

#### 仮設定期市
- 館鼻岸壁朝市（青森県八戸市） 約350店舗
- 陸奥湊駅前朝市（青森県八戸市） 約100店舗
- 神子田朝市（岩手県盛岡市） 毎朝4時から年間300日開催
- 五城目朝市（秋田県五城目町）

- 勝浦朝市（千葉県勝浦市）
- 上越の朝市（新潟県上越市）
- 魚津の朝市（富山県魚津市）
- 輪島朝市（石川県輪島市）
- 七間朝市（福井県大野市）
- 宮川朝市（岐阜県高山市）
- 陣屋前朝市（岐阜県高山市）

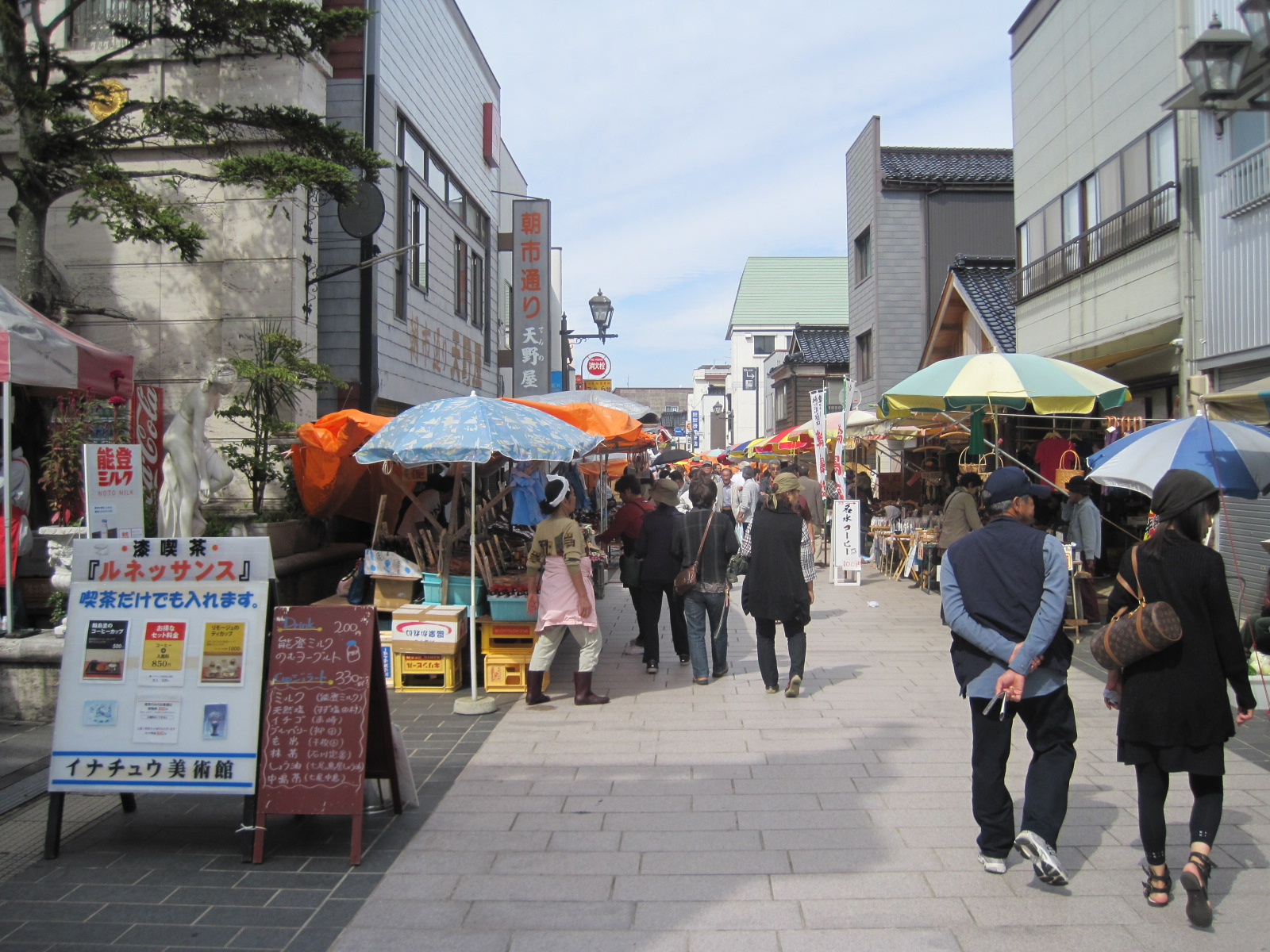
輪島朝市（石川県輪島市）

- 豊橋朝市（愛知県豊橋市）- 2と7がつく日以外は毎日開催。開催日によって場所が変わり、開催日の下一桁の数字が各市の呼び名になっている。一五の市（羽田八幡社境内）、三八の市（前畑通り)、四九の市（広小路四、五丁目）、六十の市（富本町・柱一番町）[2]
- 備前岡山京橋朝市（岡山県岡山市）
- 呼子朝市（佐賀県唐津市）
- 勝本朝市（長崎県壱岐市）
- 川南トロントロン軽トラ市（宮崎県川南町）

#### 常設市場
- 函館朝市（北海道函館市）
- 仙台朝市（宮城県仙台市）
- ゆりあげ港朝市（宮城県名取市）
- 西駅前朝市・指宿線朝市（鹿児島県鹿児島市・鹿児島中央駅前）- 第二次大戦後まもなく開業し、1950年代には約70人が営業していたが、2018年3月に廃業した[3]。

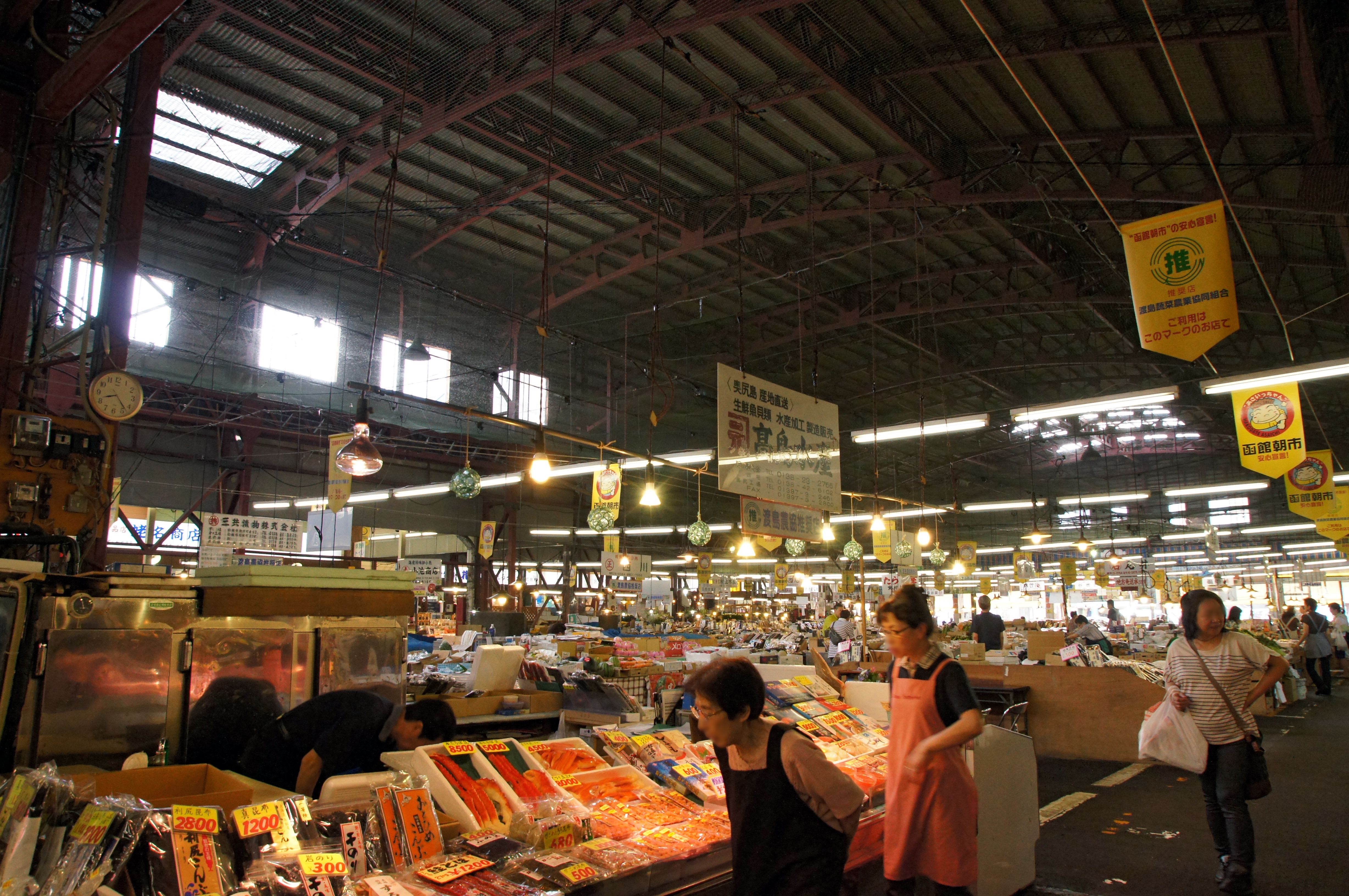
函館朝市の朝市ドーム
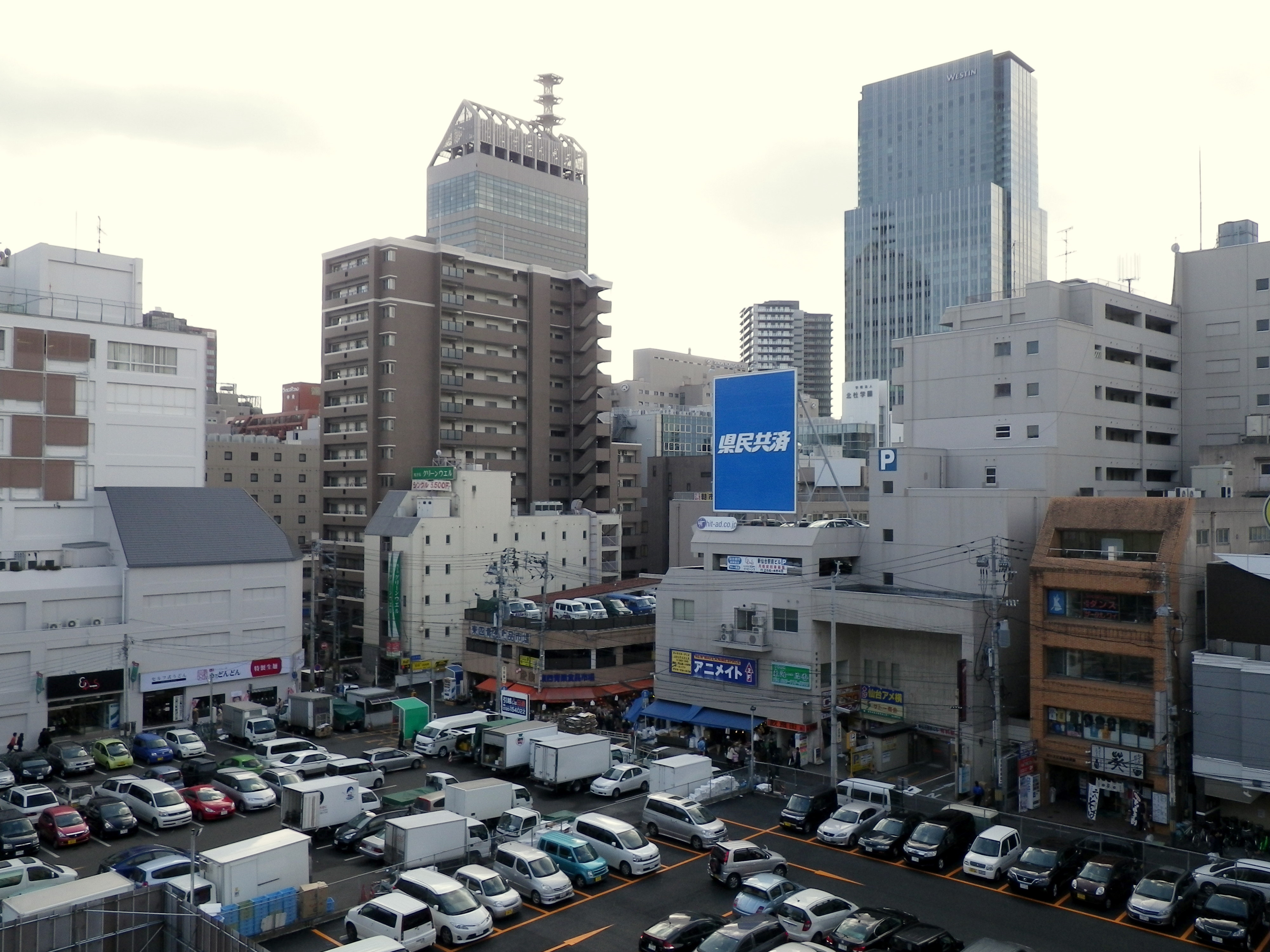
仙台朝市

## 中国の朝市
中国では朝市は「早市」と称される（自由市場は「菜市場」と称される）。ただし、歴史的には1990年代初頭まで都市部の生鮮食料品を提供する小売業は零細な小売商人、農民が対面販売を行なう自由市場、国有の生鮮食料品小売専門店しかなかく、「菜市場」は国有の生鮮食料品店を指した。

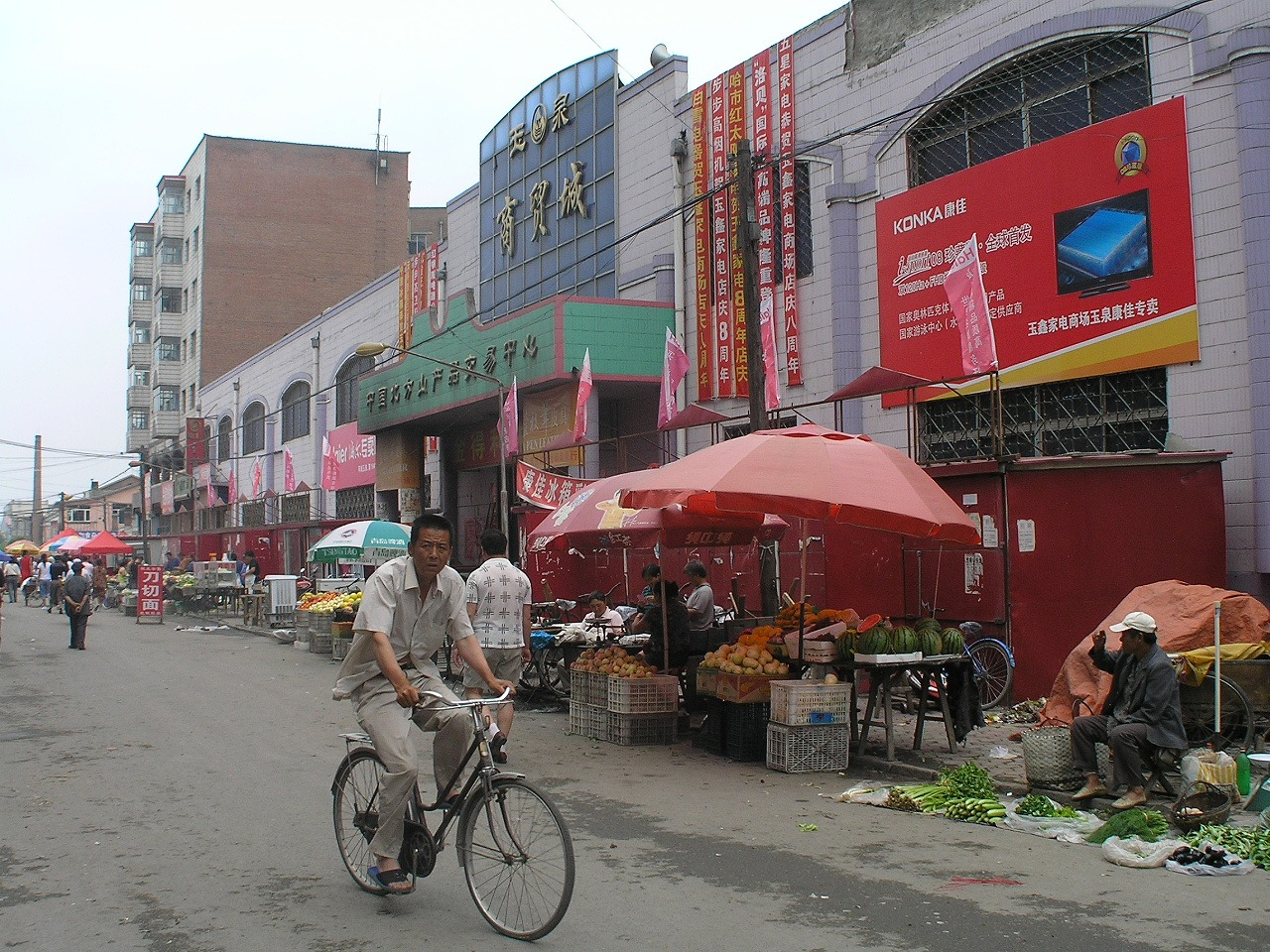
中国玉泉駅前
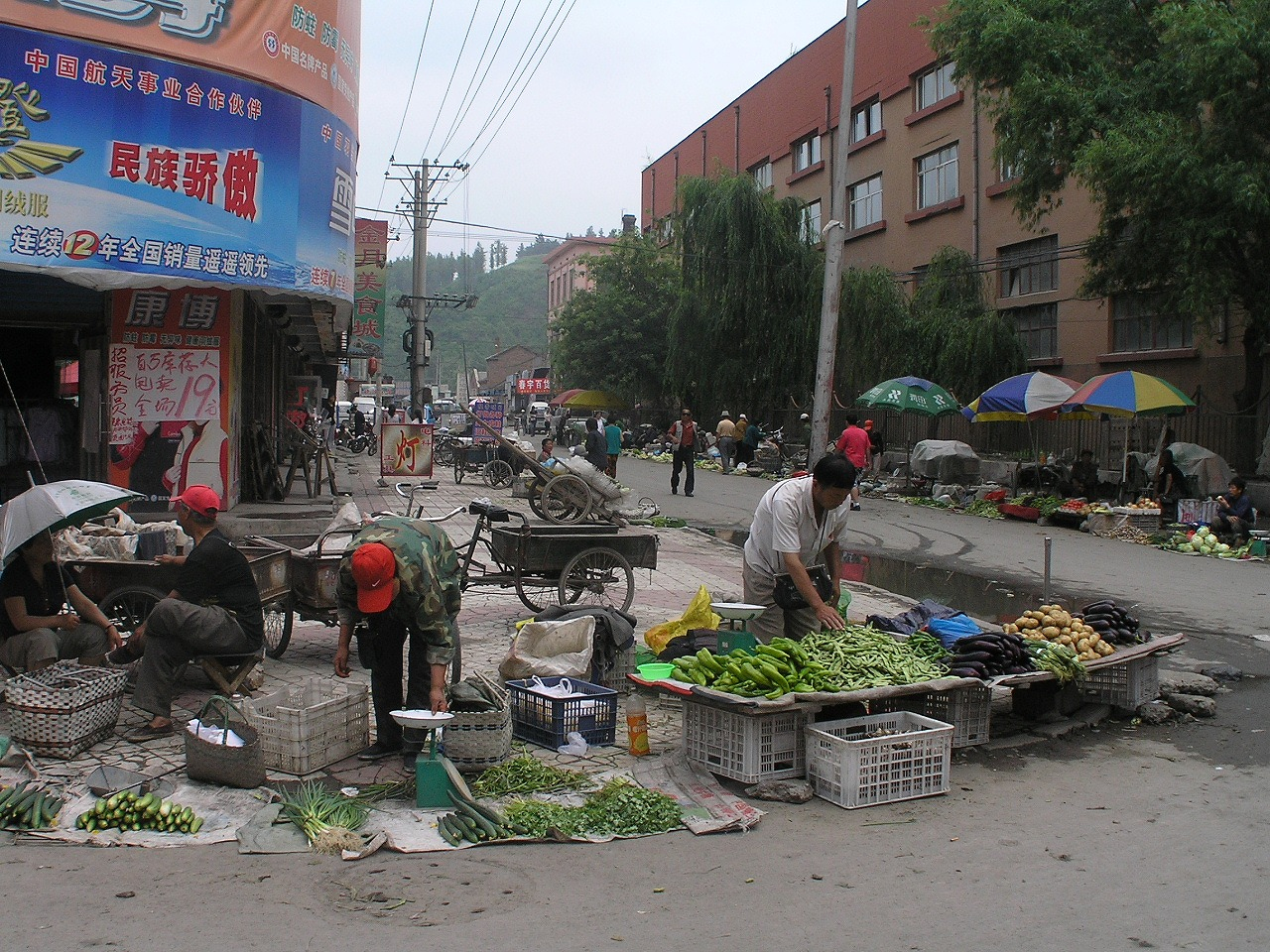
中国玉泉駅前